# Antonio Elia

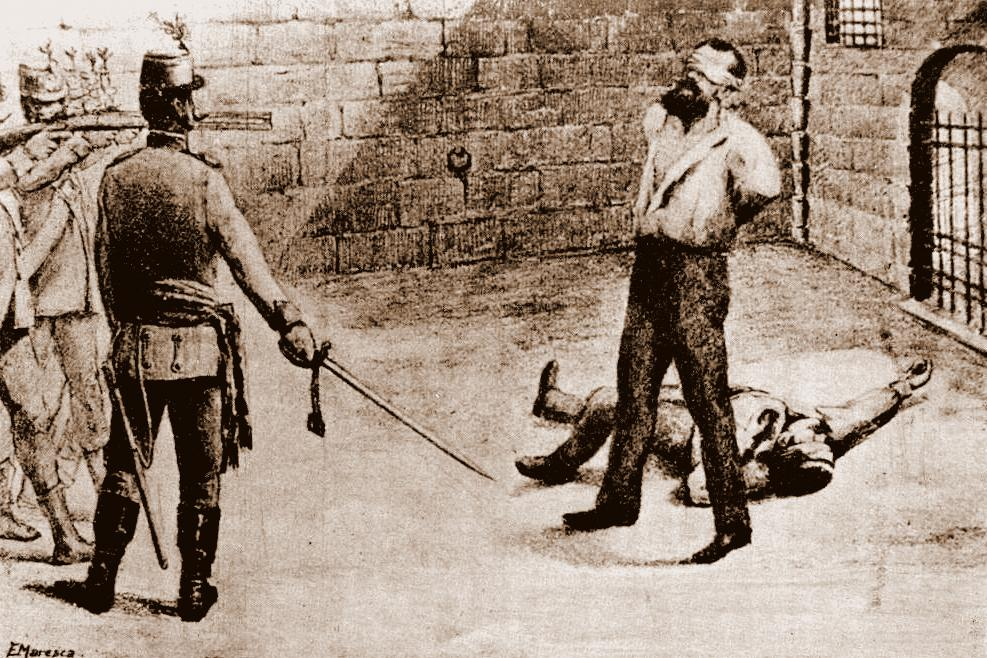
Die standrechtliche Erschießung
Antonio Elias durch die Österreicher
am 25. Juli 1849 in Ancona

Antonio Elia (* 3. September 1803 in Ancona; † 25. Juli 1849 ebenda) war ein italienischer Patriot.

## Leben
Der Sohn von Sante Elia und Catherine Blasi Elia erwies sich 1825 während der Auseinandersetzungen mit Piraten als verwegener Seefahrer. 
Aus der Ehe Antonio Elias mit Maddalena Pelosi Elia gingen sieben Kinder hervor.
Im Kampf um die Einheit Italiens trat Antonio Elia erst den Carbonari und dann dem Jungen Italien bei. Als erfahrener Seemann erledigte er den Briefwechsel mit Gesinnungsgenossen, die in der Fremde leben mussten. 
Während des Ersten italienischen Unabhängigkeitskrieges kämpfte Antonio Elia gemeinsam mit seinem Sohn Augusto unter Garibaldi. Doch in der zweiten Junihälfte des Jahres 1849 nahte das Ende der am 9. Februar 1849 von Mazzini ausgerufenen Römischen Republik. Pius IX. hatte aus dem Gaetaer Exil die Franzosen ins Land gerufen. Dem nicht genug. Der Papst wollte seinen Kirchenstaat und die Besitzungen in Ancona wiederhaben. Also rief Pius IX. auch noch die Österreicher zu Hilfe. Graf von Wimpffen eilte mit seinem Expeditionskorps herbei und zwang am 19. Juni 1849 Ancona nach einer Kanonade zur Kapitulation. Antonio Elia, einer der Verteidiger Anconas, wurde wegen unerlaubten Waffenbesitzes verhaftet, standgerichtlich verurteilt und am 25. Juli zusammen mit dem Bauern Giuseppe Magini erschossen. Der Bauer war wegen bewaffneten Widerstandes verurteilt worden. Erst im Jahr 1875 erfuhr der Sohn Augusto von der Stelle, an der sein Vater begraben lag. Heute ruht der Freiheitskämpfer auf dem Friedhof von Tavernelle.

## Anmerkung
1. ↑  Der Artikel wurde auf der Grundlage von Antonio Elia (italienisch) geschrieben.

| Personendaten    | Personendaten                                           |
| ---------------- | ------------------------------------------------------- |
| NAME             | Elia, Antonio                                           |
| KURZBESCHREIBUNG | italienischer Freiheitskämpfer während des Risorgimento |
| GEBURTSDATUM     | 3. September 1803                                       |
| GEBURTSORT       | Ancona                                                  |
| STERBEDATUM      | 25. Juli 1849                                           |
| STERBEORT        | Ancona                                                  |